# Campagne Cœur Bleu
La Campagne Cœur Bleu est un programme international de lutte contre la traite des êtres humains lancé par l'Office des Nations unies contre les drogues et le crime (ONUDC). Créé en 1997, l'ONUDC a aidé les pays à mettre en œuvre trois protocoles de l'ONU sur les drogues. En 2000, après que l'Assemblée générale des Nations unies ait adopté le Protocole pour prévenir, réprimer et punir la traite des personnes, l'ONUDC est devenu le « gardien » de ce protocole et a assumé les fonctions de lutte contre la traite des êtres humains. La Campagne Cœur Bleu a été lancée en mars 2009 par le Directeur exécutif de l'ONUDC, Antonio Maria Costa, lors de son discours à la réunion de la Conférence mondiale des femmes à Vienne. Le symbole de la campagne est un cœur bleu. La Campagne Blue Heart utilise son site Web, ainsi que Facebook, Twitter, YouTube et Flickr pour communiquer ses buts, objectifs et actualités au grand public.

## Protocole pour prévenir, réprimer et punir la traite des personnes
Le Protocole des Nations unies pour prévenir, réprimer et punir la traite des personnes, en particulier des femmes et des enfants, qui est entré en vigueur le 25 décembre 2003, stipule que s'il existe des règles et des mesures pour lutter contre l'exploitation des personnes, il n'existe pas d'instrument universel pour lutter contre tous aspects de la traite des personnes. Le protocole comprend des dispositions législatives et des mesures de protection, de prévention et de coopération. À ce jour, plus de 147 pays ont ratifié et signé le protocole.

## Financement
Pour soutenir la Campagne Cœur Bleu, l'ONU a lancé le Fonds d'affectation spéciale des Nations unies pour les victimes de la traite des personnes. Le Fonds a été créé à la suite de l'adoption par l'Assemblée générale en juillet 2010 du Plan d'action mondial des Nations unies pour lutter contre la traite des personnes. Le fonds aidera également les gouvernements, ainsi que les organisations intergouvernementales et non gouvernementales, à protéger et à soutenir les victimes de la traite des êtres humains afin qu’elles puissent se remettre de leurs blessures physiques et psychologiques.

## Rapport sur la traite des personnes
Pour les États-Unis, le rapport sur la traite des personnes (TIP) est le principal outil diplomatique pour impliquer les gouvernements étrangers dans la traite des êtres humains. Dans le rapport TIP, le département d'État des États-Unis place chaque pays du monde sur un niveau (allant de 1 à 3) en fonction de l'étendue des efforts déployés par leurs gouvernements pour se conformer aux « normes minimales pour l'élimination de la traite » énoncées à l'article 108 Victimes de la traite et de la violence de la Loi sur la protection (TVPA). Bien que le niveau 1 soit le niveau le plus élevé de lutte contre la traite des êtres humains, cela ne signifie pas que le pays en question n'a pas de problème de traite des êtres humains. Un classement de niveau 1 indique qu'un gouvernement a reconnu l'existence de la traite des êtres humains, fait des efforts pour résoudre le problème et se conforme aux normes minimales de la TVPA. Chaque année, les gouvernements doivent démontrer des progrès appréciables dans la lutte contre la traite pour maintenir un classement de niveau 1.

## Mois national de la prévention de l'esclavage et de la traite des êtres humains
Le 31 décembre 2012, Barack Obama a déclaré janvier le Mois national de la prévention de l'esclavage et de la traite des êtres humains. Dans sa proclamation, le président Obama explique que « les réseaux de trafiquants opèrent à la fois au niveau national et transnational, et bien que les abus affectent de manière disproportionnée les femmes et les filles, les victimes de cette tragédie mondiale en cours sont des hommes, des femmes et des enfants de tous âges. Partout dans le monde, nous suivons les progrès des gouvernements dans la lutte contre la traite tout en soutenant les programmes visant à son éradication ».

## Participation
Le Mexique a été le premier pays au monde à adhérer à la campagne en avril 2010. L'Espagne a suivi l'exemple du Mexique et a rejoint la Campagne en juin 2010, devenant ainsi le premier pays européen à y adhérer. En avril 2012, le Portugal a rejoint la liste des pays soutenant la campagne. Il a été lancé par Teresa Morais, secrétaire d'État aux affaires parlementaires et à l'égalité, Manuel Albano, rapporteur national portugais sur la traite des êtres humains, et Pierre Lapaque, chef de l'Unité de lutte contre la criminalité organisée de l'ONUDC. La Campagne Cœur Bleu a eu un retentissement international et de nombreuses organisations s'y impliquent. Une organisation étudiante de l'Université de Floride du Sud appelée NITE (Améliorations nécessaires pour transformer l'environnement) a participé à la campagne en février 2012 pour soutenir deux camarades qui avaient survécu à la traite des êtres humains. En avril 2009, le UK Human Trafficking Centre (UKHTC) et sa Blue Blindfold Campaign ont conclu un partenariat stratégique avec l'ONUDC et la Campagne Cœur Bleu pour promouvoir mutuellement leurs campagnes, visant spécifiquement à présenter une image publique claire de leur relation complémentaire tout en clarifiant leurs deux fonctions bien distinctes.

## Augmentation des efforts d'application en Europe
En 2011, l'Union européenne a adopté la directive législative 2011/36/UE sur la prévention et la lutte contre la traite des êtres humains et la protection de ses victimes. Il vise à rendre la législation et les sanctions plus efficaces, à assurer une prévention et des poursuites efficaces contre la traite ainsi qu’une protection et une assistance accrues aux victimes. En décembre 2011, la Commission européenne a nommé Myria Vassilliadou en tant que coordinatrice de la lutte contre la traite en vue d'améliorer la coordination et la cohérence entre les institutions et les agences de l'UE ainsi qu'avec les États membres et les acteurs internationaux.